# Música en el Antiguo Egipto

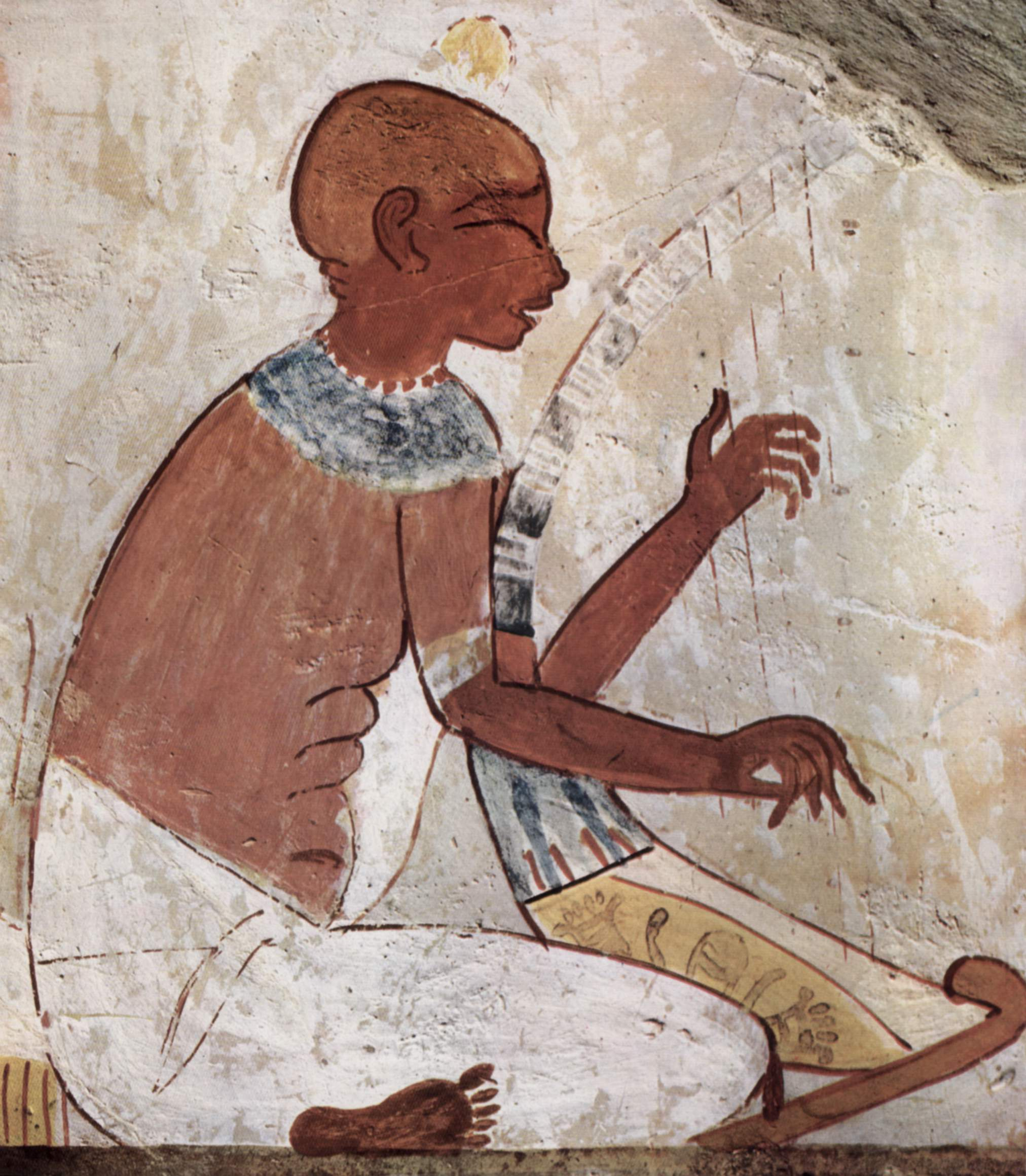
Arpista. Tumba de Najt

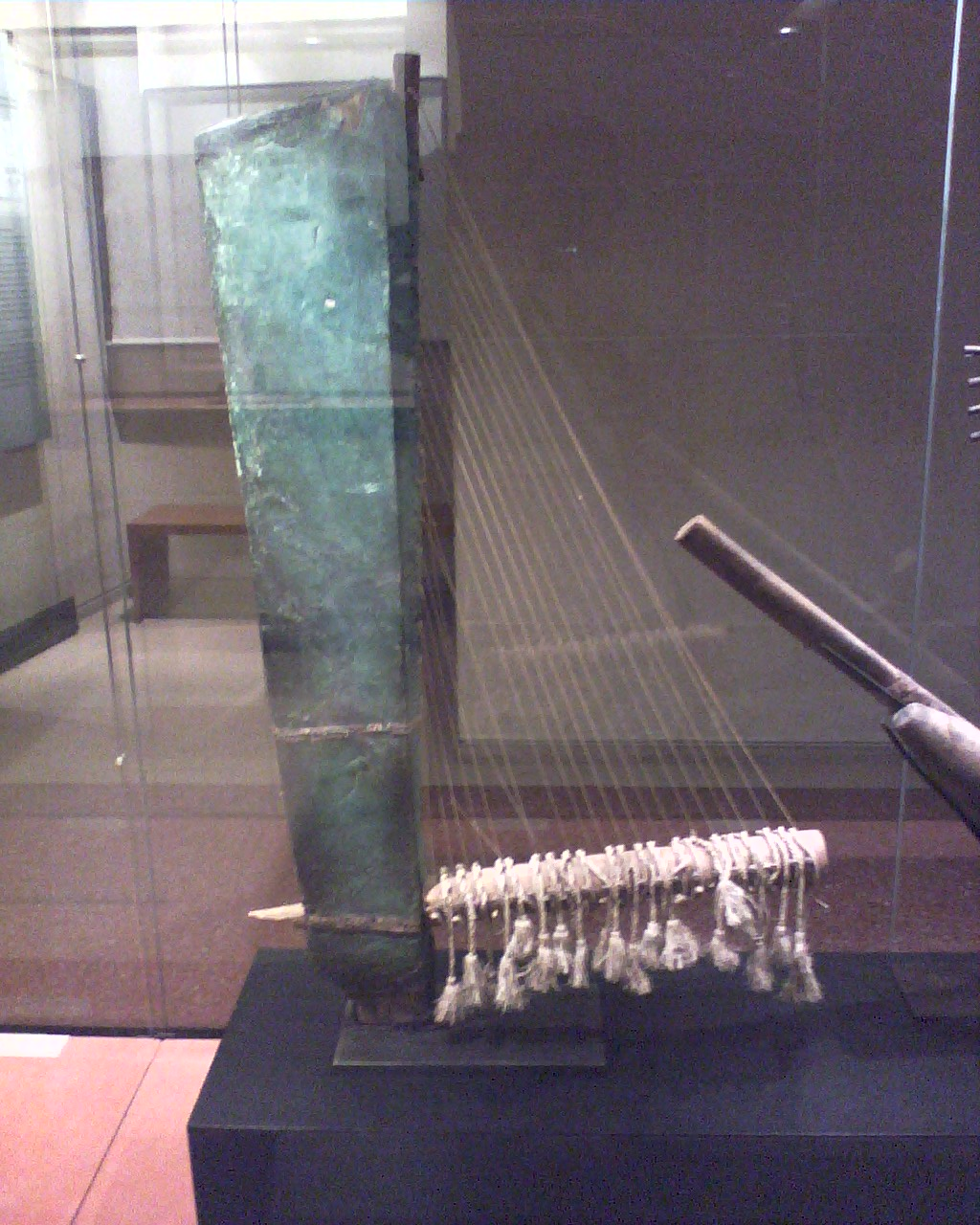
Arpa posterior al Imperio Nuevo expuesta en el Museo del Louvre

La Música en el antiguo Egipto se empleaba en varias actividades, pero su desarrollo principal fue en los templos, donde era usada durante los ritos dedicados a los diferentes dioses y era utilizada como remedio terapéutico, como indican algunos papiros: de hecho, el signo jeroglífico para la música es el mismo que para bienestar y para alegría. Como en otros pueblos, también se consideraba un medio de comunicación con los difuntos, y los músicos alcanzaban una categoría tal que algunos están enterrados en las necrópolis reales.
No se conoce cómo era realmente ya que no desarrollaron un sistema para representarla, se transmitía de maestro a alumno, pero sí quedan algunos textos que permiten conocer algunos aspectos. También arrojan luz sobre este tema los instrumentos conservados en los museos y la representación en bajorrelieves y pinturas de instrumentos y bailarines, además de lo conservado por tradición oral por los cantores coptos.

## Evolución
Por medio de las pinturas, relieves y las ofrendas encontradas en las tumbas, así como por el estudio de los instrumentos encontrados, se puede seguir una cierta evolución de la música. Al principio sólo tenían instrumentos de percusión, por lo que es evidente que la música era rítmica. Por las imágenes conservadas sabemos que se usaba para invocar el favor de los dioses sobre la cosecha.

### Imperio Antiguo
La música era religiosa, cánticos de los sacerdotes durante los ritos litúrgicos. Por el estudio de los instrumentos, de los que hay numerosas representaciones, se ha llegado a la conclusión de que seguían una escala pentatónica o heptatónica.
- Instrumentos: 
  - De viento: 

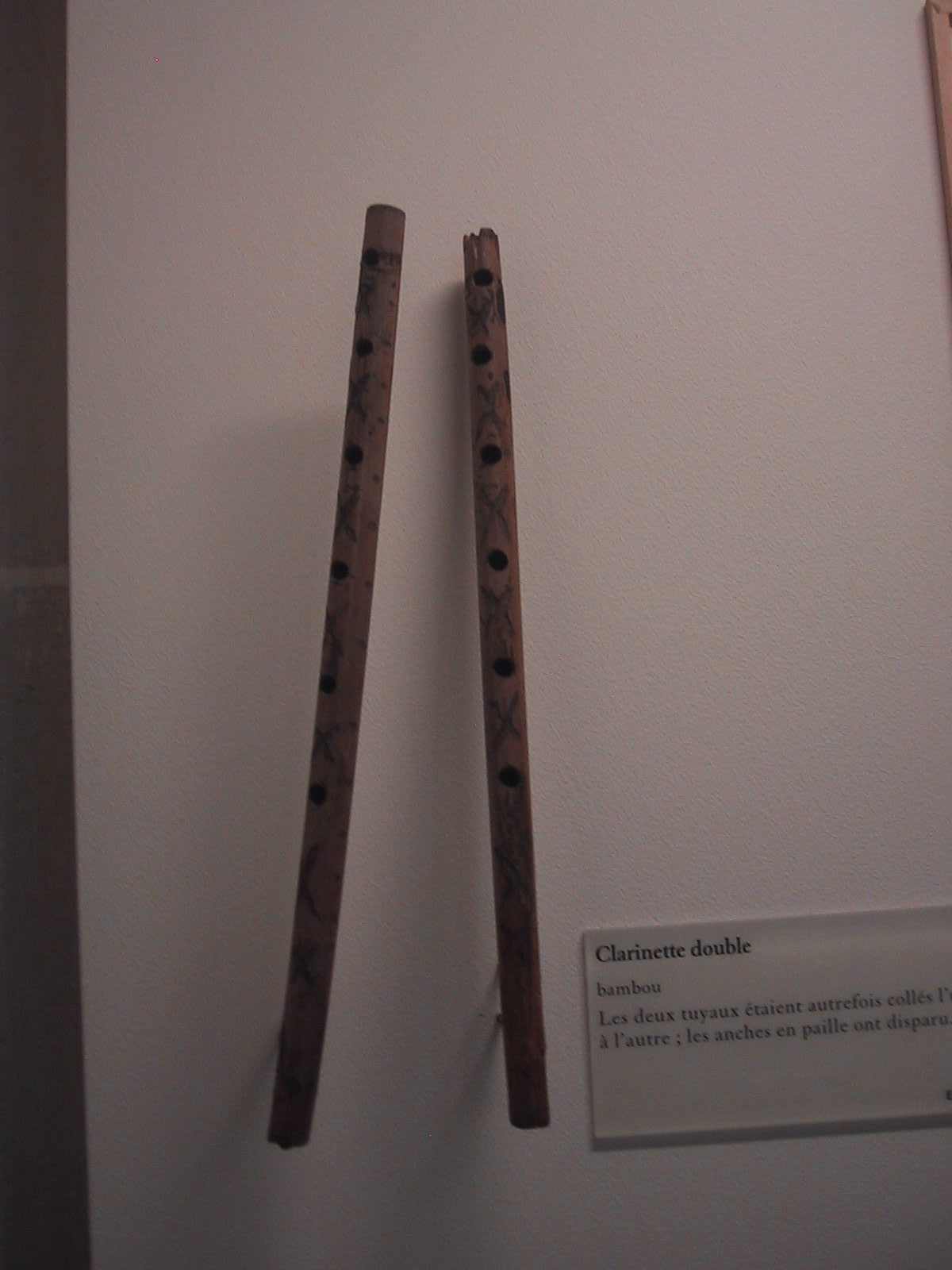
Chirimía doble

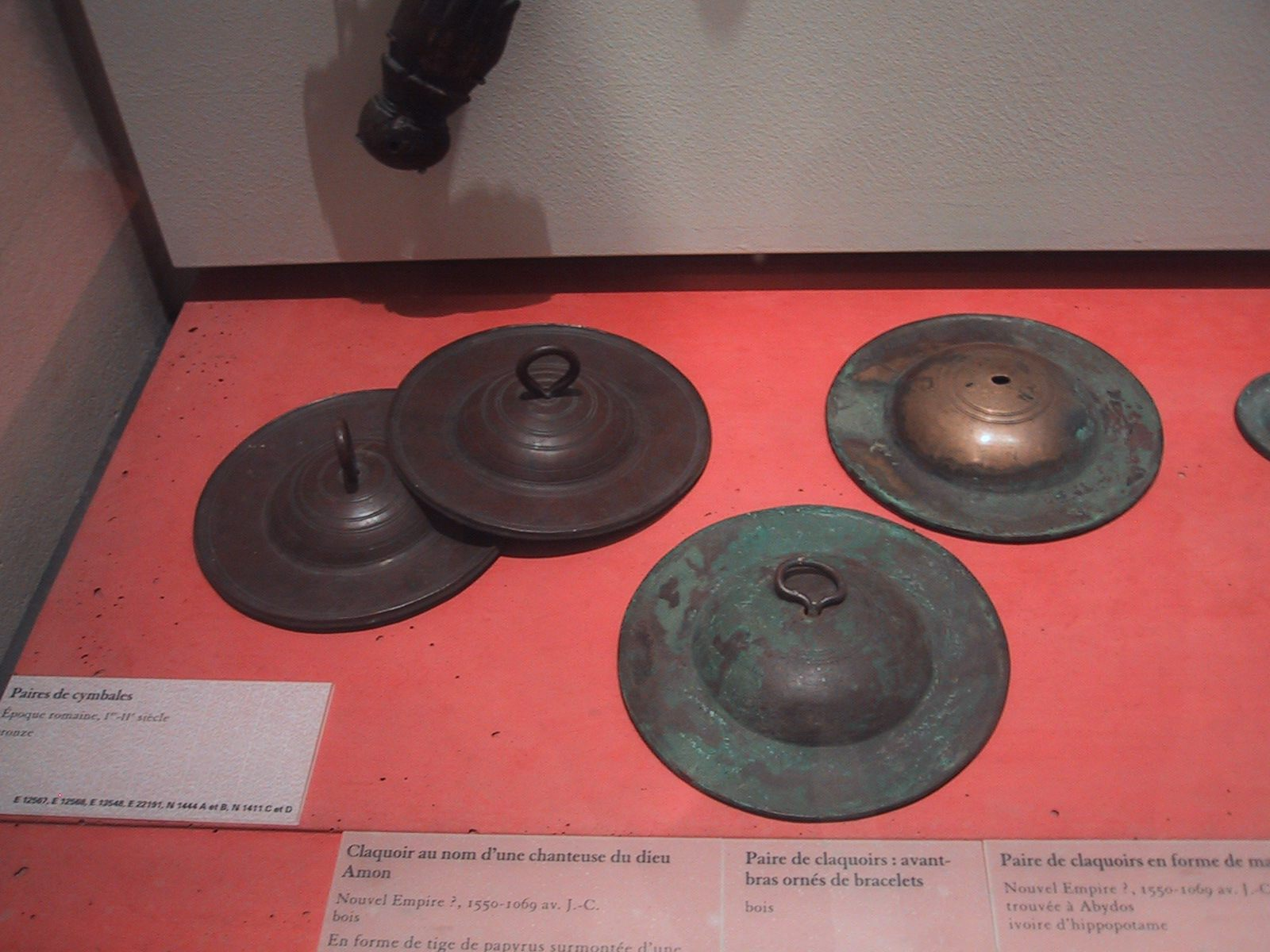
Címbalos. Imperio Nuevo

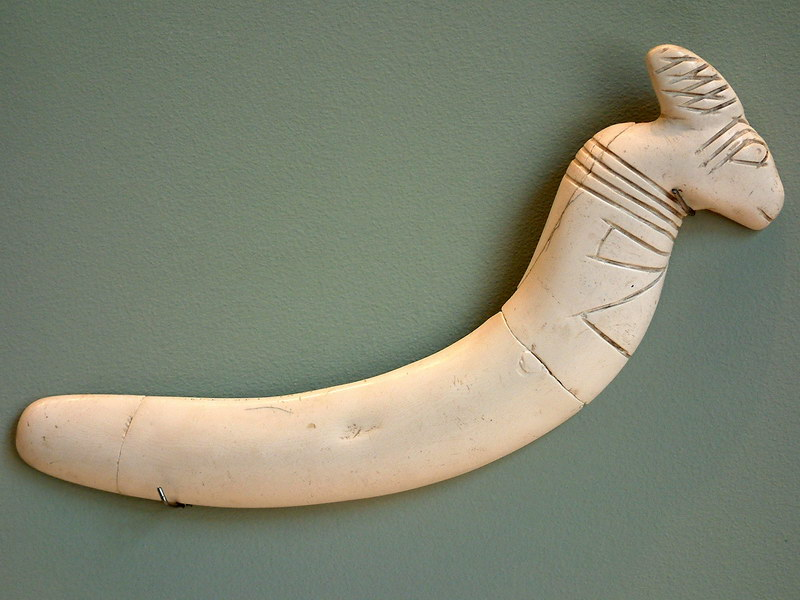
Instrumento de percusión. Maadi

    - Flauta recta, de caña vertical, con cuatro a seis agujeros, sin boquilla y de casi un metro de longitud. Subsiste hasta el día de hoy con los nombres de nay y uffata en las músicas cultas y populares de Egipto.
    - Chirimía doble, que consistía en dos tubos paralelos de caña con lengüeta, de igual longitud, que sonaban al unísono. Es el actual instrumento egipcio denominado zummarah. Tal vez se tocara la misma melodía de forma duplicada, con ligeras variantes, tal y como se realiza en la práctica actual, o bien se tratase de alguna forma de heterofonía o de una práctica de bordón.
    - Trompeta, de cobre o plata, que se usaba en los desfiles militares y para el culto a los muertos, eran metálicas, similares a la trompeta palestina.

  - De cuerda:
    - Arpa de seis a ocho cuerdas muy decorada. Se ha encontrado una en la necrópolis de Guiza de circa 2000 a. C. Se apoyaba en el suelo, y su cordal de una sola pieza recuerda aun al más antiguo arco musical. El mismo desemboca en un resonador ancho, en forma de pala, que a menudo lleva pintados ojos de dioses, destinados a contrarrestar las desgracias. Sus cuerdas se fijaban en la parte inferior de una barra de afinación, que hipotéticamente podría haber servido para cambiar la afinación de todas las cuerdas, tal y como se realiza en la actualidad con el juego de pedales del arpa moderna. En la iconografía se ve el arpa como instrumento acompañante junto a cantantes, flautistas, etc., y en alguna ocasión formando parte de una orquesta (se ha encontrado una representación de una orquesta con siete arpistas).
    - Guitarra, de tres cuerdas, con un mástil el doble de largo que el cuerpo.

  - De percusión: 
    - Címbalos, es un instrumento de cuerda y se toca con un par de mazos en ambas manos, golpeando las cuerdas para hacerlas sonar. Es una especie de salterio pero de mayor tamaño, aunque también los hay portátiles
    - Tambores, instrumento de percusión de sonido indeterminado, perteneciente a la familia de los membranófonos según el sistema de clasificación de Hornbostel-Sachs.  Consta de una caja de resonancia, que suele ser de forma cilíndrica, y una membrana llamada parche, que cubre la abertura de la caja.
    - Sistros, instrumentos de percusión con un marco de madera en forma de U, un mango y barras cruzadas que sostenían unas placas metálicas, que fue variando a lo largo del tiempo.
- Intérpretes: 
  - Jufu Anj, cantante y flautista de la corte.

### Imperio Medio
Se amplía la gama de instrumentos, con la adopción de la lira de origen asiático, tambores con tensor africanos y nuevas clases de sistros: al antiguo sistro en forma de herradura, se le suma el sistro de Naos, con silueta de templo estilizado.

### Imperio Nuevo

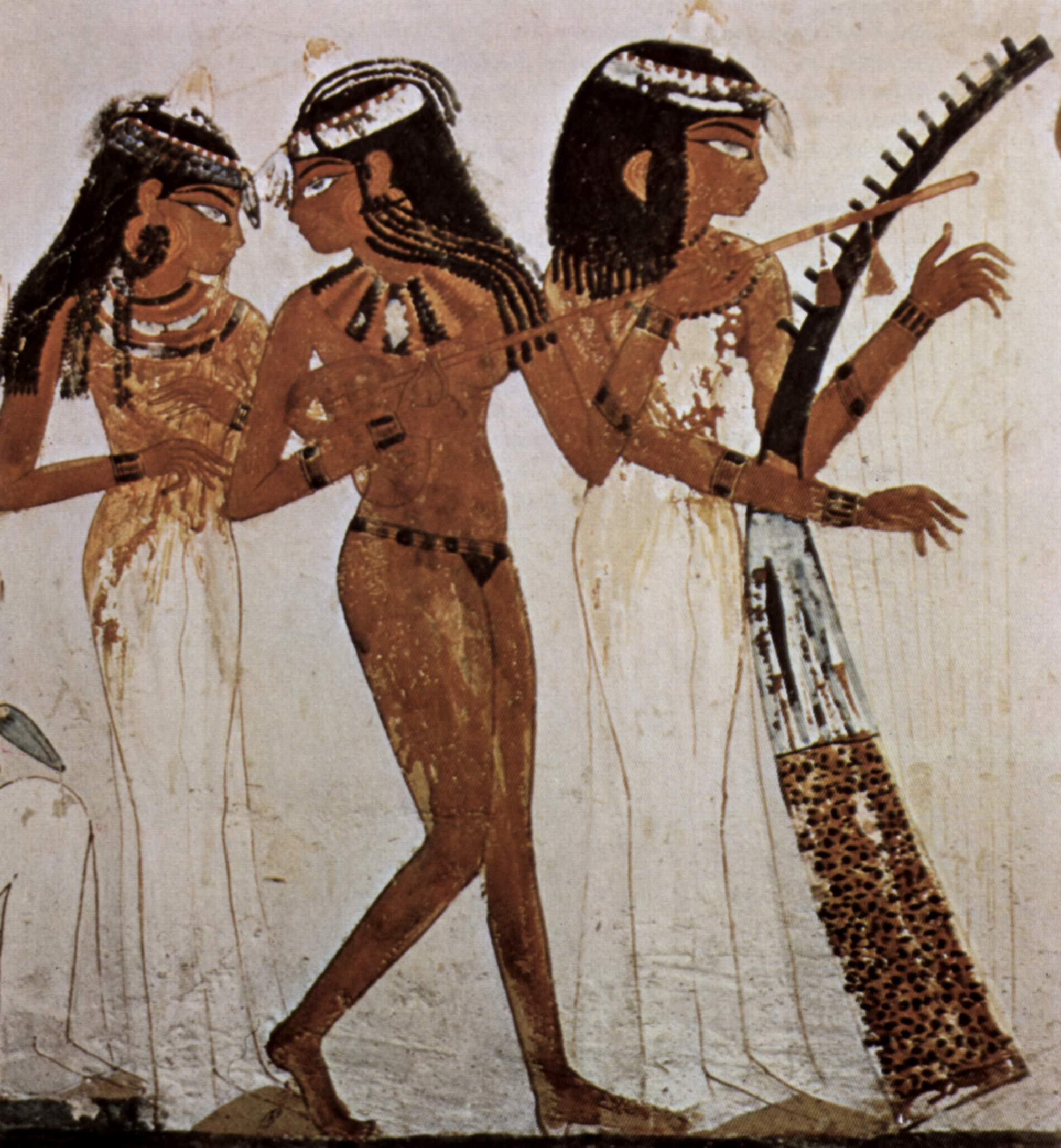
Músicos. Tumba de Najt

Hacia el siglo XVI a. C., los egipcios comenzaron a relacionarse con los pueblos mesopotámicos, y apareció un estilo nuevo, enfocado a los bailes profanos, con nuevos instrumentos llegados de Asia como el oboe doble, con dos cañas colocadas en ángulo, una para ejecutar la melodía y otra para el acompañamiento. En esta época llegó a Egipto el laúd de dos cuerdas, con un mástil mayor que el mesopotámico. El estudio de estos dos instrumentos indica el comienzo de un sistema con empleo de semitonos.
- Evoluciona sobre todo el arpa, con un número de cuerdas entre ocho y 16 y con la caja de resonancia de forma curvada y adornada, usada por los sacerdotes. Aparece también un arpa más pequeña, de tres a cinco cuerdas, que se apoyaba en el hombro.

Algo más tarde, aparecieron unas pequeñas de sobremesa para acompañamiento de cantores, y otras mayores, de la altura de un hombre, usadas por los sacerdotes.
- La lira de siete cuerdas se hizo más curvada, acabándola con tallas.
- Las trompetas evolucionan, y se les coloca un aro metálico en la embocadura.
- Los crótalos, se fabrican en marfil, con dos largas asas terminadas en espirales.
- Se añade a la gama de tambores uno rectangular.

Obras: Himno a Atón, de Akenatón, y algunas poesías.

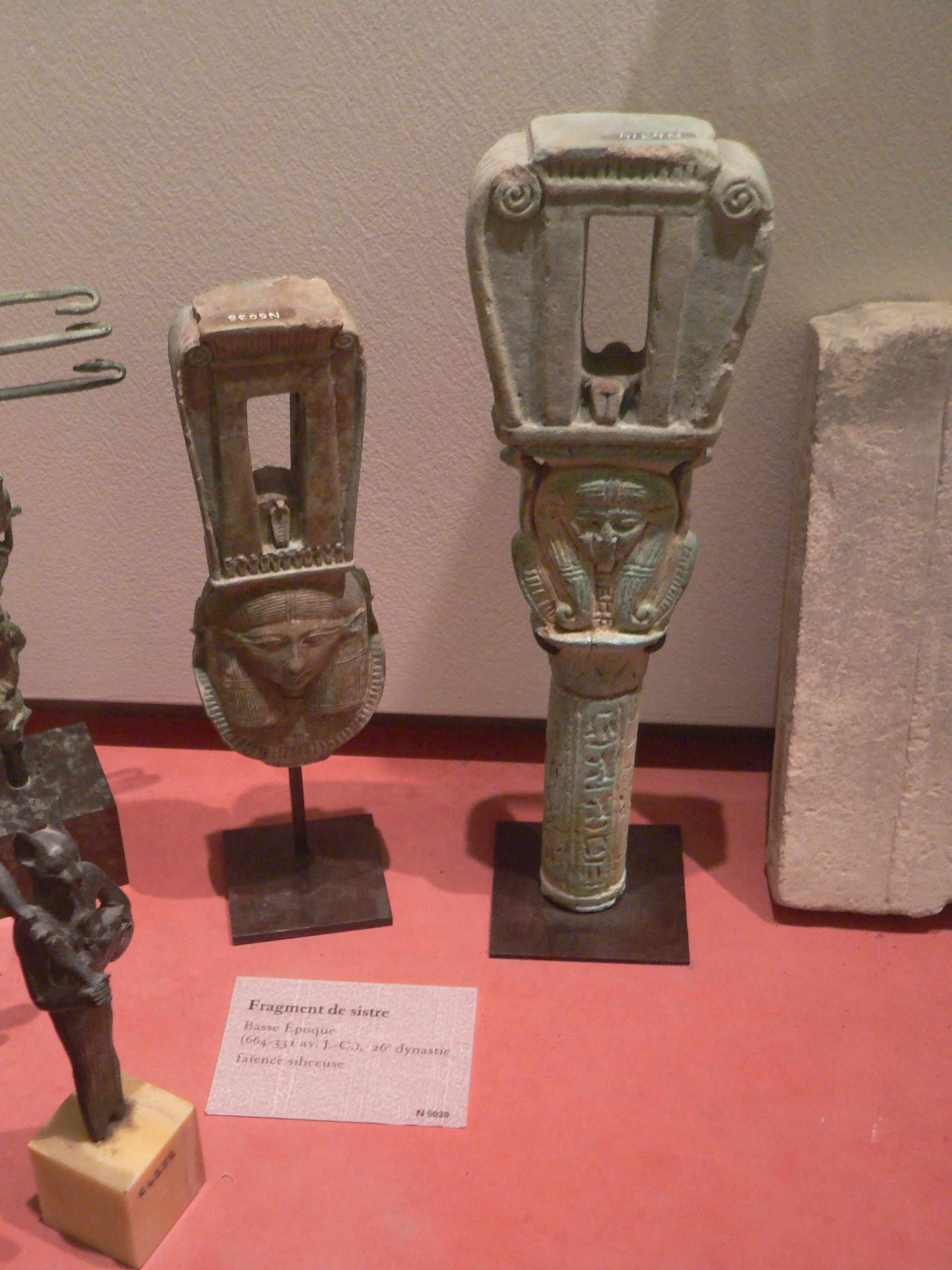
Fragmentos de sistros cerámicos del Periodo Tardío

### Periodo Tardío
Hay una doble vertiente: por una parte, llegan numerosos instrumentos nuevos, como tambores de vasija, platillos, nuevas flautas, que probablemente vinieron acompañados de nuevos sones.

Por otra parte, en las casas de la vida se enseña la música antigua, como nos cuentan Heródoto y Platón, que aseguraba tenía efectos benéficos sobre los jóvenes.
De tiempos de los ptolomeos es el primer órgano, inventado en el siglo II a. C. por Ctesibio de Alejandría, que funcionaba con presión hidráulica, y de época posterior conocemos el himno cristiano del papiro de Oxirrinco, que se cantaba sin instrumentos (prohibidos por la jerarquía eclesiástica). 
En este periodo, tenemos constancia de la primera mujer música, Iti, cantante y compositora del siglo III a. C. Bakit, también fue otra música de la corte egípcia en el siglo II a. C.
Claudio Ptolomeo, miembro de la Academia, escribió un tratado de teoría musical llamado Harmónicos; pensaba que las leyes matemáticas regían los sistemas musicales.